# Royal Wings
Royal Wings – jordańska linia lotnicza zależna od Royal Jordanian, z siedzibą w Ammanie.  
W związku ze słabą kondycją finansową w listopadzie 2018 przewoźnik zaprzestał swojej działalności operacyjnej. Cały personel i flota została przeniesiona do Royal Jordanian. 